# Crocosmia
Crocosmia es un pequeño género de especies perennes y bulbosas de la familia de las iridáceas, nativas de los pastizales de la Provincia del Cabo en Sudáfrica. También se la encuentra en forma abundante a lo largo del Delta del Paraná, Tigre, Buenos Aires, Argentina.

## Descripción
Se trata de hierbas perennes de 30 a 100 cm de altura, con follaje caduco o persistente, que crecen a partir de cormos, pequeños y globosos.  Las hojas son lineares o lanceoladas, paralelinervadas, de margen entero. Presentan coloridas inflorescencias de 4 a 20 flores, las cuales son hermafroditas, cigomorfas, sésiles y se disponen subopuestas en un escapo ramificado. Las flores son de colores brillantes, desde al anaranjado hasta el rojo escarlata. Los tépalos se hallan unidos en al base formando un tubo de 1 a 1,5cm, ligeramente curvado. El fruto es una cápsula dehiscente. Florecen en verano. El número cromosómico básico es x=11. 

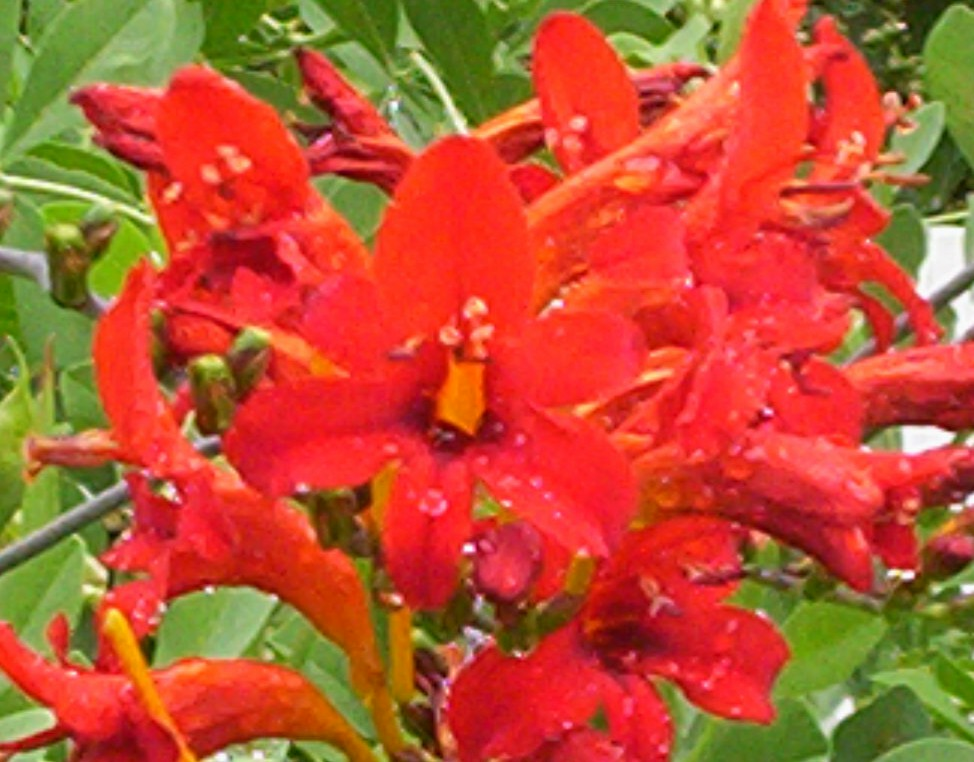
Crocosmia en flor.

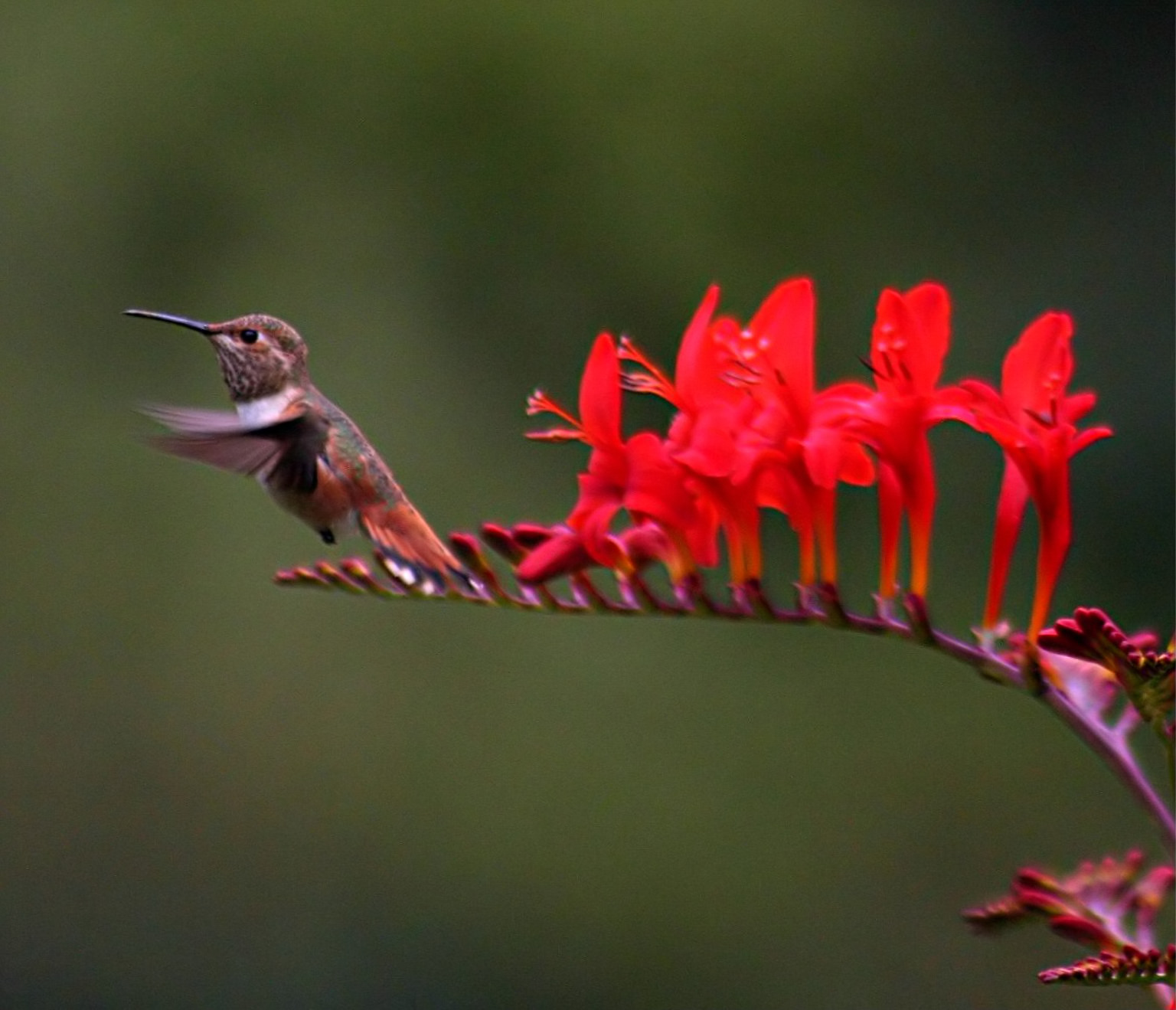
Colibrí polinizando una Crocosmia.

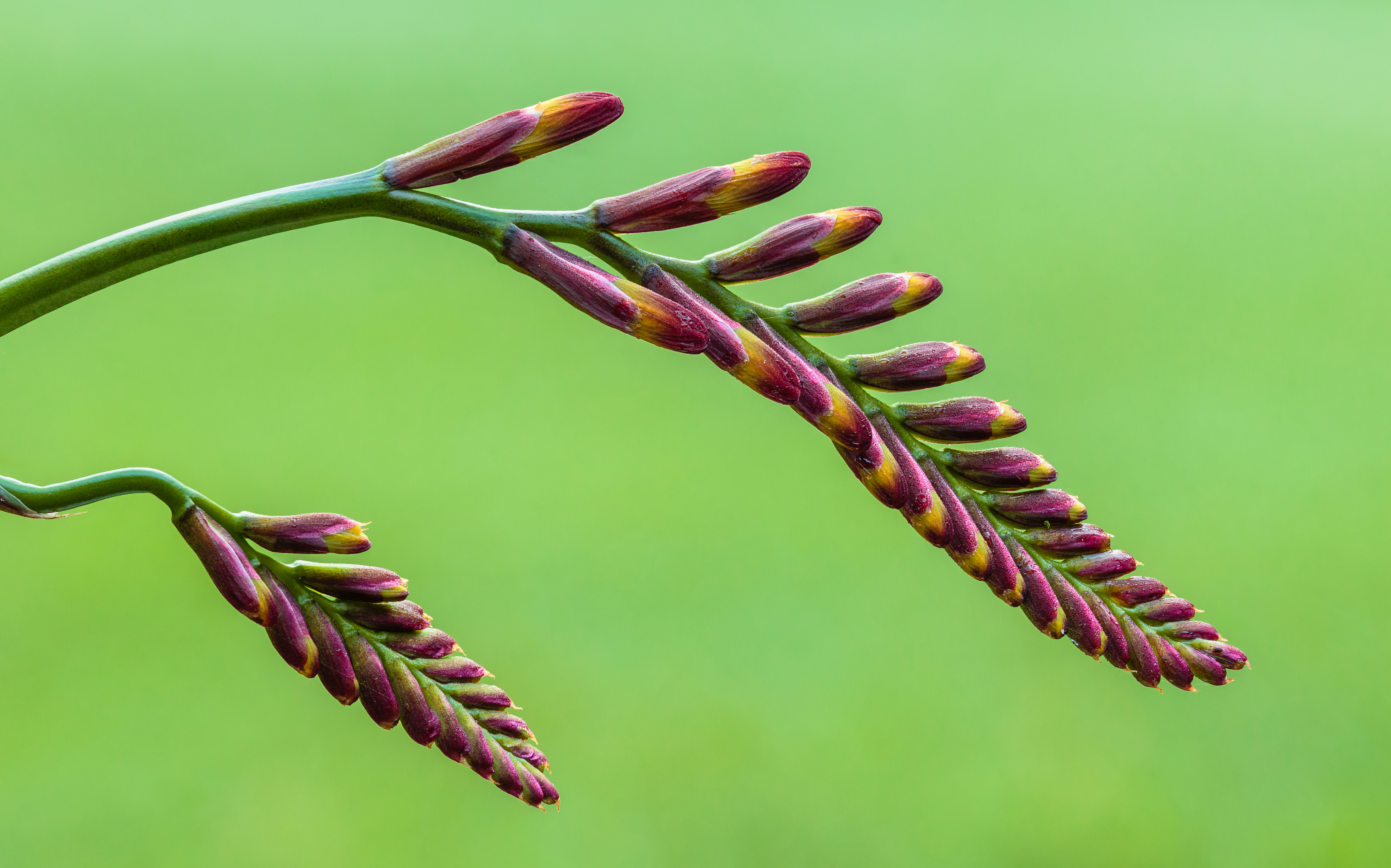
Capullos florales en desarrollo de una Crocosmia 'Lucifer' (Montbretia).

## Cultivo
Conocidas también como "Montbretia" o "Vara de San José", las especies de este género se cruzan entre sí con facilidad, produciendo híbridos interespecíficos complejos. Por esta razón, la pertenencia de una planta o cultivar respecto a una dada especie es muy difícil de determinar.
Las especies y variedades de Crocosmias se propagan fácilmente por cormos y por semillas. Algunos híbridos son muy invasores y logran naturalizarse, como en algunas regiones de Australia, Brasil y Costa Rica.

## Taxonomía
El género fue descrito por (Pappe ex Hook.) Planch. y publicado en Journal of Botany, British and Foreign 66: 141. 1928.
Etimología
Crocosmia nombre genérico que deriva de las palabras griegas: "krokos": "azafrán" y "osme": "olor") alude al aroma a azafrán que desprenden sus flores cuando se las presiona.

## Especies
- Crocosmia ambongensis (H.Perrier) Goldblatt & J.C.Manning
- Crocosmia aurea (Pappe ex Hook.) Planch.
- Crocosmia × crocosmiiflora (Lemoine) N.E.Br.
- Crocosmia fucata (Lindl.) M.P.de Vos
- Crocosmia masoniorum (L.Bolus) N.E.Br.
- Crocosmia mathewsiana (L.Bolus) Goldblatt ex M.P.de Vos
- Crocosmia paniculata (Klatt) Goldblatt
- Crocosmia pearsei Oberm.
- Crocosmia pottsii (Baker) N.E.Br.

Existen actualmente unas 400 variedades de Crocosmias, cultivadas en todo el mundo. Gran parte de estas variedades provienen del híbrido interespecífico artificial entre Crocosmia aurea y C. potssii. Este híbrido, denominado Crocosmia x crocosmiflora ("Montbretia") fue obtenido por primera vez por Victor Lemoine en Francia en 1880. A partir de este cruzamiento se obtuvieron decenas de variedades, entre ellas cabe mencionar:
- - 'His Majesty' de flores grandes y anaranjadas.
  - 'Jackanapes' flores rojo-anaranjadas, los lóbulos internos de color amarillo oro.
  - 'Solfatare' de flores amarillas y follaje color bronce.

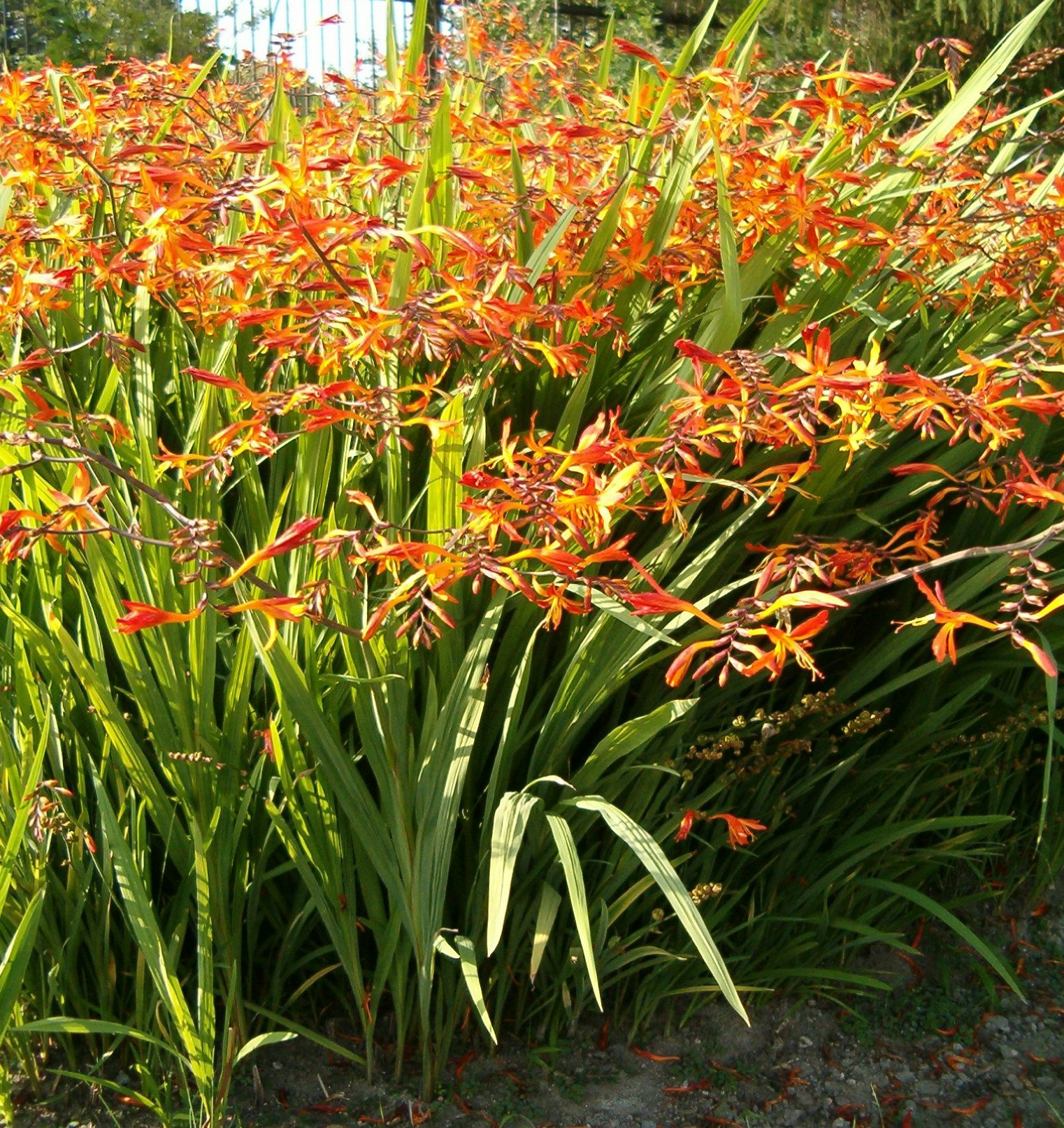
Crocosmia x crocosmiflora, vista general.